# Emmanuel al Belgiei
Emmanuel al Belgiei (n. 4 octombrie 2005, Anderlecht, Comunitatea Francofonă din Belgia⁠(d), Belgia) este fiul cel mic și al treilea copil al regelui Filip și al reginei Mathilde a Belgiei. În prezent, este al treilea în linia de succesiune la tronul Belgiei, după sora sa mai mare, prințesa Elisabeta, și fratele său, prințul Gabriel.